# Aspidistra saxicola
Aspidistra saxicola là một loài thực vật có hoa trong họ Măng tây. Loài này được Y.Wan mô tả khoa học đầu tiên năm 1984.